# Ronde van Luxemburg 2007
De Ronde van Luxemburg 2007 (Luxemburgs: Tour de Luxembourg 2007) werd gehouden van 6 tot en met 10 juni in Luxemburg. Titelverdediger was de Amerikaan Christian Vande Velde. Van de 109 gestarte renners bereikten 80 de eindstreep in Luxemburg.

## Etappe-overzicht
| etappe  | datum   | start       | finish      | afstand | winnaar             | klassementsleider   |
| ------- | ------- | ----------- | ----------- | ------- | ------------------- | ------------------- |
| Proloog | 6 juni  | Luxemburg   | Luxemburg   | 2,6 km  | Jimmy Engoulvent    | Jimmy Engoulvent    |
| 1e      | 7 juni  | Luxemburg   | Mondorf     | 167 km  | Maximiliano Richeze | Juan Antonio Flecha |
| 2e      | 8 juni  | Schifflange | Differdange | 193 km  | Laurent Brochard    | Laurent Brochard    |
| 3e      | 9 juni  | Wiltz       | Diekirch    | 174 km  | Romain Feillu       | Laurent Brochard    |
| 4e      | 10 juni | Mersch      | Luxemburg   | 149 km  | Grégory Rast        | Grégory Rast        |

## Etappe-uitslagen

### Proloog
| rang | renner               | land        | tijd       |
| ---- | -------------------- | ----------- | ---------- |
| 1    | Jimmy Engoulvent     | Frankrijk   | 0u 03' 42" |
| 2    | Juan Antonio Flecha  | Spanje      | + 0' 05"   |
| 3    | Gorik Gardeyn        | België      | z.t.       |
| 4    | Grégory Rast         | Zwitserland | z.t.       |
| 5    | Tiziano Dall'Antonia | Italië      | + 0' 06"   |
| 6    | Laurent Brochard     | Frankrijk   | + 0' 07"   |
| 7    | Jonathan Hivert      | Frankrijk   | + 0' 08"   |
| 8    | Mark Renshaw         | Australië   | + 0' 10"   |
| 9    | Romain Feillu        | Frankrijk   | z.t.       |
| 10   | Sebastian Langeveld  | Nederland   | z.t.       |

### 1e etappe
| rang | renner               | land       | tijd      |
| ---- | -------------------- | ---------- | --------- |
| 1    | Maximiliano Richeze  | Argentinië | 4u 08' 58 |
| 2    | Jochen Summer        | Oostenrijk | z.t.      |
| 3    | Mark Renshaw         | Australië  | z.t.      |
| 4    | Romain Feillu        | Frankrijk  | z.t.      |
| 5    | Javier Benítez       | Spanje     | z.t.      |
| 6    | Aaron Kemps          | Australië  | z.t.      |
| 7    | Tiziano Dall'Antonia | Italië     | z.t.      |
| 8    | Erki Pütsep          | Estland    | z.t.      |
| 9    | Gorik Gardeyn        | België     | z.t.      |
| 10   | Frédéric Amorison    | België     | z.t.      |

### 2e etappe
| rang | renner               | land        | tijd      |
| ---- | -------------------- | ----------- | --------- |
| 1    | Laurent Brochard     | Frankrijk   | 4u 46' 34 |
| 2    | Grégory Rast         | Zwitserland | z.t.      |
| 3    | Sebastian Langeveld  | Nederland   | z.t.      |
| 4    | José Azevedo         | Portugal    | z.t.      |
| 5    | Tiziano Dall'Antonia | Italië      | z.t.      |
| 6    | Gustav Larsson       | Zweden      | + 0' 04"  |
| 7    | Paul Martens         | Duitsland   | z.t.      |
| 8    | Sébastien Hinault    | Frankrijk   | + 0' 07"  |
| 9    | Romain Feillu        | Frankrijk   | z.t.      |
| 10   | Frédéric Amorison    | België      | z.t.      |

### 3e etappe
| rang | renner                | land                | tijd      |
| ---- | --------------------- | ------------------- | --------- |
| 1    | Romain Feillu         | Frankrijk           | 4u 23' 17 |
| 2    | Gorik Gardeyn         | België              | z.t.      |
| 3    | Paul Martens          | Duitsland           | z.t.      |
| 4    | Grégory Rast          | Zwitserland         | z.t.      |
| 5    | Tiziano Dall'Antonia  | Italië              | z.t.      |
| 6    | Daniel Andonov Petrov | Bulgarije           | z.t.      |
| 7    | Frédéric Amorison     | België              | z.t.      |
| 8    | Daniel Lloyd          | Verenigd Koninkrijk | z.t.      |
| 9    | Christian Poos        | Luxemburg           | z.t.      |
| 10   | Thomas Rohregger      | Oostenrijk          | z.t.      |

### 4e etappe
| rang | renner                | land        | tijd      |
| ---- | --------------------- | ----------- | --------- |
| 1    | Grégory Rast          | Zwitserland | 3u 25' 21 |
| 2    | Daniel Andonov Petrov | Bulgarije   | z.t.      |
| 3    | Paul Martens          | Duitsland   | z.t.      |
| 4    | Bert De Waele         | België      | z.t.      |
| 5    | Jonathan Hivert       | Frankrijk   | z.t.      |
| 6    | Gustav Larsson        | Zweden      | + 0' 01"  |
| 7    | Tiziano Dall'Antonia  | Italië      | z.t.      |
| 8    | Frédéric Amorison     | België      | z.t.      |
| 9    | Luis Laverde          | Colombia    | z.t.      |
| 10   | Laurent Brochard      | Frankrijk   | z.t.      |

## Eindklassementen
| Plaats    | Naam                  | Ploeg               | Tijd      |
| --------- | --------------------- | ------------------- | --------- |
| Gele trui | Grégory Rast          | Astana              | 16u47'40" |
| 2         | Laurent Brochard      | Bouygues Télécom    | +00' 10"  |
| 3         | Tiziano Dall'Antonia  | Ceramica Panaria    | +00' 15"  |
| 4         | Paul Martens          | Skil-Shimano        | +00' 25"  |
| 5         | Jonathan Hivert       | Crédit Agricole     | +00' 27"  |
| 6         | José Azevedo          | Benfica             | +00' 29"  |
| 7         | Gustav Larsson        | Unibet.com          | +00' 31"  |
| 8         | Daniel Andonov Petrov | Benfica             | z.t.      |
| 9         | Sebastian Langeveld   | Rabobank            | +00' 34"  |
| 10        | Romain Feillu         | Agritubel           | +00' 35"  |
| 11        | Thomas Rohregger      | Elk Haus-Simplon    | +00' 36"  |
| 12        | Bert De Waele         | Landbouwkrediet-T.  | z.t.      |
| 13        | Hannes Blank          | CC Team Differdange | +00' 39"  |
| 14        | Juan Antonio Flecha   | Rabobank            | +00' 40"  |
| 15        | Frédéric Amorison     | Landbouwkrediet-T.  | +00' 44"  |

| Plaats      | Naam            | Ploeg               | Punten |
| ----------- | --------------- | ------------------- | ------ |
| Groene trui | Morten Knudsen  | CC Team Differdange | 16     |
| 2           | Cédric Herve    | Agritubel           | 13     |
| 3           | Benoît Joachim  | Astana              | 12     |
|             |                 |                     |        |
| 7           | Laurens ten Dam | Unibet.com          | 5      |
| 15          | Pieter Jacobs   | Unibet.com          | 2      |

| Plaats     | Naam                 | Ploeg            | Tijd      |
| ---------- | -------------------- | ---------------- | --------- |
| Witte trui | Tiziano Dall'Antonia | Ceramica Panaria | 16u47'55" |
| 2          | Paul Martens         | Skil-Shimano     | +00' 10"  |
| 3          | Jonathan Hivert      | Crédit Agricole  | +00' 12"  |
|            |                      |                  |           |
| 4          | Sebastian Langeveld  | Rabobank         | +00' 19"  |
| 21         | Pieter Jacobs        | Unibet.com       | +17' 58"  |

| Plaats | Ploeg                     | Tijd      |
| ------ | ------------------------- | --------- |
|        | Benfica                   | 50u24'04" |
| 2      | Ceramica Panaria-Navigare | +00' 06"  |
| 3      | Rabobank                  | +00' 21"  |

1935 · 
1936 · 
1937 · 
1938 · 
1939 · 
1940 · 
1941 · 
1942 · 
1943 · 
1944 · 
1945 · 
1946 · 
1947 · 
1948 · 
1949 · 
1950 · 
1951 · 
1952 · 
1953 · 
1954 · 
1955 · 
1956 · 
1957 · 
1958 · 
1959 · 
1960 · 
1961 · 
1962 · 
1963 · 
1964 · 
1965 · 
1966 · 
1967 · 
1968 · 
1969 · 
1970 · 
1971 · 
1972 · 
1973 · 
1974 · 
1975 · 
1976 · 
1977 · 
1978 · 
1979 · 
1980 · 
1981 · 
1982 · 
1983 · 
1984 · 
1985 · 
1986 · 
1987 · 
1988 · 
1989 · 
1990 · 
1991 · 
1992 · 
1993 · 
1994 · 
1995 · 
1996 · 
1997 · 
1998 · 
1999 · 
2000 · 
2001 · 
2002 · 
2003 · 
2004 · 
2005 · 
2006 · 
2007 · 
2008 · 
2009 · 
2010 · 
2011 · 
2012 · 
2013 · 
2014 ·
2015 ·
2016 ·
2017 ·
2018 ·
2019 ·
2020 ·
2021 · 2022 · 2023 · 2024